# Kerbspitze

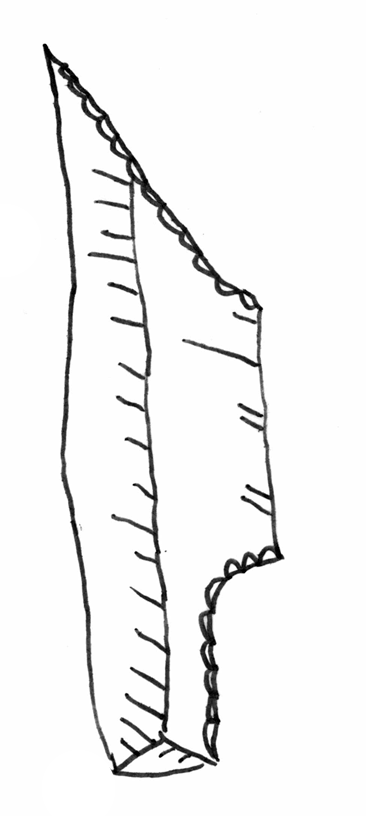
Kerbspitze

Blatt- und Kerbspitzen sind die flächenretuschierten Leitformen des mittleren Jungpaläolithikums in Westeuropa, wobei die Solutréenspitzen feiner als die im Aurignacien gearbeitet sind. 
Kerbspitzen gleichen typologisch den Blattspitzen, unterscheiden sich aber von diesen durch die asymmetrische Basis, von der an einer Längskante eine kräftig herausgeschlagene Kerbe ausgeht. Der katalanische Typ in Ostspanien hat eine beidseitige Kerbung mit einem symmetrischen Mittelstiel. Viele quer zerbrochene Spitzen mit vorhandener Basis deuten darauf hin, dass die Kerbspitzen als Speerspitzen zu deuten sind. Aber auch die Bestimmung als Dolch, Messer zum Glätten von Pfeilschäften oder als Riemenschneider ist denkbar.